# Медаль «За выдающиеся гражданские достижения» (Норвегия)
Медаль «За выдающиеся гражданские достижения» – государственная награда Королевства Норвегия.

## История
Медаль «За выдающиеся гражданские достижения» была учреждена королём Швеции и Норвегии Карлом III Юханом 10 апреля 1819 года для вознаграждения граждан Норвегии за долгую, похвальную и общественно полезную службу. Список кандидатов на награждение медалью предоставлялся министерством юстиции для рассмотрения кабинетом министров под председательством короля.
Первоначально медаль имела один класс, однако 13 апреля 1844 года в статут были внесены изменения и медаль была разделена на два класса: золотой и серебряный.
Награждение золотой медалью «За выдающиеся гражданские достижения» производилось крайне редко, что вызвало высокий авторитет награды в обществе. В общей сложности за всю историю награды ею было удостоено всего 28 человек. После 1945 года золотую медаль получили 10 человек. По инициативе правительства Норвегии в 1947 году золотой медали был удостоен король Хокон VII в связи с его юбилеем, аргументируя это следующим образом: «Работая для страны и народа на протяжении многих лет, как во время войны, так и в мирное время, Его Величество полностью реализовал свой девиз «Всё для Норвегии», и Совет министров государства не может прийти к согласию, чтобы дать более достойное выражение оценки трудов, чем просить Ваше Величество отныне носить медаль «За выдающиеся гражданские достижения» в золоте».
В 1973 году золотой медали также был удостоен король Олаф V к своему 70-летию.
Серебряная медаль «За выдающиеся гражданские достижения» до 1920 года вручалась большому количеству граждан, однако в последующем, количество награждений сократилось. Так, после 1945 года, медаль была вручена всего 10 гражданам, последний из которых получил её в 1960 году.
Последнее вручение медали было в 1995 году. Окончательно медаль была отменена в 2004 году.

## Описание
Медаль круглой формы из золота или серебра в соответствии с классом. Первоначально медаль сверху имела геральдическую корону. Затем – переходное звено в виде коронованной королевской монограммы.
Аверс несёт на себе профильный портрет царствующего монарха. По окружности надписи: имя правящего монарха и его девиз.
На реверсе – венок из дубовых ветвей, в центре надпись: «For borgerdåd».
К короне прикреплено кольцо, при помощи которого медаль крепится к ленте.
Лента медали шёлковая, муаровая, цветов государственного флага – красная с белой полосой по центру, обременённой синей полоской по центру.